# 诺沙德·阿拉米安
诺沙德·阿拉米安（波斯語：‎，1991年11月21日—），伊朗男子乒乓球运动员，2018年亚洲运动会男子单打铜牌得主、2022年亚洲运动会男子双打和男子团体铜牌得主。